# Zach Parise
Zach Parise (Minneapolis, Minnesota, 28 de julio de 1984), apodado Captain America o Brinks, es un jugador profesional estadounidense de hockey sobre hielo que se desempeña en la posición de extremo izquierdo en Colorado Avalanche, equipo de la National Hockey League (NHL).

## Carrera
Fue seleccionado en la primera ronda en la NHL Entry Draft de 2003. En 2005 hizo su debut profesional con el equipo New Jersey Devils, en el cual jugó siete temporadas (2005-2012), después pasó a Minnesota Wild (2012-2021), luego a New York Islanders (2021-2023), posteriormente a Colorado Avalanche, donde lleva jugando una temporada.